# Варшавер, Ольга Александровна
О́льга Алекса́ндровна Варшаве́р (род. 9 сентября 1959, Москва, СССР) — переводчик англоязычной прозы и драматургии, лауреат премии «Мастер» за 2015 год в номинации «Детская литература» и Международного диплома IBBY за 2022 год. Член Гильдии «Мастера литературного перевода», Ассоциации «Свободное слово» и ПЭН-Москва.

## Биография
Ольга Варшавер родилась и выросла в Москве, в семье архитекторов (отец — Александр Борисович Варшавер, 1908—1999; мать — Евгения Львовна Варшавер, 1922—2002). В 1981 году, окончив Московский государственный педагогический институт им. В. И. Ленина (МГПИ), получила диплом преподавателя английского языка и благословение Нины Михайловны Демуровой на занятия художественным переводом. С 1981 по 1990 год работала в школе № 60 (ныне № 1243). В 1980х занималась в семинаре под руководством Игоря Багрова при журнале «Иностранная литература». В 1992—94 гг. вела семинар для молодых переводчиков при издательстве Вагриус. Дважды лауреат Международной поэтической премии «Серебряный Стрелец» (2010 и 2011). До получения премии Мастер в 2015 году, переводы Варшавер входили в короткие списки этой премии в номинации «Проза»: сказка Кейт ДиКамилло «Удивительное путешествие кролика Эдварда» (2010), роман Белвы Плейн «Бессмертник» (2013). Дважды лауреат конкурса пьес для детей «Маленькая премьера» в номинации «По мотивам» — в 2012 году за пьесу «Серебрянка или Напевы морской раковины», в 2015 году за пьесу «Листвия»—по сказкам Элинор Фарджон. Дважды в коротком списке премии Чуковского: в 2020 году за перевод книги Роальда Даля «Билли и кнопы», в 2022 — за перевод книги Кейт ДиКамилло «Пророчество о Беатрисе».
В 2015 удостоена премии Мастер в номинации «Детская литература» — сразу за несколько переводов, опубликованных в 2014—2015 гг. (трехтомник Фарджон — изд-во «Махаон», «Доктор де Сото» Уильяма Стайга — изд-во «Розовый жираф» и «Мальчик, который плавал с пираньями» Дэвида Алмонда — изд-во «Самокат»).
В 2022 году получила Международный диплом IBBY за перевод книги Дэвида Алмонда «Ангелино Браун».

## Профессиональная деятельность
Известна как переводчик драматургии (пьесы Тома Стоппарда, Айрис Мёрдок, Нила Лабьюта и др.) и детской литературы, в частности — произведений Элинор Фарджон и Дэвида Алмонда (оба — лауреаты премии имени Х. К. Андерсена), Фрэнка Баума и современной американской писательницы, дважды лауреата премии и медали Ньюбери, Кейт ДиКамилло.
Опубликовала эквиритмические переводы на английский язык стихов Вероники Долиной.
Перевела на английский тексты Марка Розовского к рок-опере Михаила Глуза Суламифь-Forever!
С 2000 по 2009 год была редактором / главным редактором международного двуязычного педагогического журнала Thinking Classroom / Перемена.
В 2004—2005 годах руководила (совместно с Натальей Алексеевной Калошиной) проектом по переводу на английский язык Северной энциклопедии — Practical Dictionary of Siberia and the North.
Всего в переводе Ольги Варшавер опубликовано более 100 книг (см. список публикаций), а также малая проза и публицистика в сборниках и журналах (Джон Мильтон, Ширли Джексон, Роберт Конквест, Уолтер Лакёр, Бернард Маламуд, Лаймен Фрэнк Баум, Артур Конан-Дойл, Агата Кристи, Пол Теру, Шеридан лё Фаню, Норман Мейлер, Тим О’Брайен, Шамай Голан, Антония Байетт, Джанет Уинтерсон, Ханиф Курейши, Иэн Макьюэн, Ф. Б. Керр, Джонатан Троппер и др.).
Ищет издателя для издания полной серии сказок о стране Оз Лаймена Фрэнка Баума (14 книг).
Многочисленные переводы пьес (часть — в соавторстве с Т. Тульчинской) идут в театрах России и русскоязычного зарубежья: Т. Стоппард — «Аркадия», «Отражения или Истинное», «До-ре-ми-фи-соль-ля-си-Ты-свободы-попроси», «Главный вопрос» (Трудная проблема); А. Мердок — «Слуги и снег»; Н. Лабьют — «Адам и Ева/Шейпинг», «Над пропастью во лжи»; Ч. Мори — «Балаган», «На Третьем небе» «Старик-гора»; Н. МакОлифф — «Юбилей ювелира»; Дж. Мисто «Мадам Рубинштейн», Ш. Джонс — «Солнце из улья»; Р. Рассел и Б. Стюарт — «Закат звезды»; У. Бойд (по А. Чехову) — «Томление»; Д. Грант — «Собачья жизнь», П. Марбер (по И. Тургеневу) «Три дня в деревне», и др.
Пишет пьесы для детей и подростков по мотивам своих переводов прозы: «Серебрянка/Напевы морской раковины» (по Э. Фарджон); «Битвы по средам» (по Г. Шмидту), «Доклад о медузах» (по А. Бенджамин), «В скрюченном домишке у скрюченного моря», «Слониха фокусника», «Пророчество о Беатрисе» (по К. ДиКамилло); «Новенький» и «Мальчик, который залез в Луну» (по Д. Алмонду); вместе с Т. Тульчинской — «Листвия» и «Маленькая портниха» (по Э. Фарджон), «Скеллиг» (по Д. Алмонду), «Синяя комета» (по Р. Уэллс), «Королева Изумрудного города» (по Л. Ф. Бауму), «Приключения мышонка Десперо» (по К. ДиКамилло).
Написала две оригинальные пьесы: «Плюс-минус 100 лет» (документальная семейная история, вместе с С. Пальчевским, 2018), «Папка Кутузова» (политическая драма, 2020)

## Отзывы
О переводе «Аркадии» Тома Стоппарда:

Уходя от пословных соответствий, переводчик добивается эквивалентности более высокого уровня — текстового, содержательного, эмоционального, приближая текст перевода к русскоязычному читателю.— Сидорова, Ольга Григорьевна, доктор филологических наук, профессор, зав. кафедрой германской филологии УрГУ
О переводе на английский язык «Северной энциклопедии» — Practical Dictionary of Siberia and the North:

…An excellent job has been done in transliterating terminology and placenames from the Russian into a format understandable to the average western reader, which is a task that has baffled other encyclopaedic efforts.— 

## Неполный список публикаций
- Том Стоппард, пьесы: Отражения[5] (в соавт. с Т. Тульчинской) Современная драматургия 1991 № 3; Аркадия[6], — ИЛ 1996 № 2, изд-ва Иностранка 2002, 2006; До-ре-ми-фа-соль-ля-си-Ты-свободы-попроси[7]— © 2010, ИЛ 2012 № 12
- Том Стоппард. [lib.ru/PXESY/STOPPARD/rea_thing.txt Отражения, или Истинное] // Розенкранц и Гильденстерн мертвы и другие пьесы / Переводчики: Ольга Варшавер, Татьяна Тульчинская. — Авторский сборник. — Corpus, 2010. — С. 515—632. — 800 с. — 3000 экз. — ISBN 978-5-271-27276-9.
- Том Стоппард. Аркадия // Розенкранц и Гильденстерн мертвы и другие пьесы / Переводчик: Ольга Варшавер. — Авторский сборник. — Corpus, 2010. — С. 633—796. — 800 с. — 3000 экз. — ISBN 978-5-271-27276-9.

- Айрис Мердок, Слуги и снег[8] — пьеса — Современная драматургия 1992 № 1
- Нил ЛаБьют, пьесы: Престол милосердия (в соавт. с Т. Тульчинской), Адам и Ева/Шейпинг/Фальшивка (в соавт. с Т. Тульчинской), Современная драматургия 2008 № 3
- Элинор Фарджон, сказки, Седьмая принцесса, Всесоюзный молодёжный книжный центр 1991, Среднеуральское книжное изд-во 1993, Эксмо 2003
- Элинор Фарджон, Серебрянка, изд-во Махаон 2015
- Элинор Фарджон, Корзинка Старой нянюшки, изд-во Махаон 2015
- Элинор Фарджон, Седьмая принцесса, изд-во Махаон 2015
- Ольга Варшавер, Серебрянка, пьеса по мотивам сказки Э. Фарджон, газета «Библиотека в школе» изд. дом «Первое сентября» 2002, изд-во Махаон 2014.
- Гай Гульотта, Джефф Линн, Кокаиновые короли, документальный роман, ИЛ 1991, № 3
- Лаймен Фрэнк Баум, Великий чародей страны Оз (с Д. Псурцевым и Т. Тульчинской), сказка, изд-ва Ирбис II 1991, «Росмэн» 2003, «Розовый жираф», 2012; «Молодая мама», 2015; Чудесная страна Оз (в соавт. с Е.Рубиновой) сказка, издательство «Розовый жираф», 2013
- Ширли Джексон, Мы живем в замке, роман и рассказы, «Среднеуральское книжное изд-во» 1993, «Слово» 2004
- Эрика Джонг, Ведьмы, Ил, 1992, № 3
- Вероника Долина, Вдвоем, стихи (с русск. на англ.), изд-во «Изограф», 1996
- Шамай Голан, Мужчина, женщина и война (Смерть Ури Пеледа), изд-во «Олимп», 1999
- Норман Мейлер, Евангелие от Сына Божия, Ил 1998 № 5, изд-ва «Махаон» 2001; (новая редакция) «Амфора» 2008
- Дэвид Амонд (Алмонд), Скеллиг, детская повесть, изд-во Иностранка 2004, изд-во Азбука-Аттикус 2014, изд-во Качели 2019, Меня зовут Мина, изд-во Азбука-Аттикус 2014, изд-во Качели 2019, Мальчик, который плавал с пираньями, изд-во Самокат 2014, Мой папа — птиц, изд-во Самокат 2017, Ангелино Браун, изд-во Самокат 2020, Мальчик, который залез в Луну, изд-во Самокат 2020, Новенький, изд-во Самокат 2022, Анни Ламсден, девочка из моря, изд-во Самокат 2022, Музыка крыльев, изд-во МИФ 2022.
- Линда Стюарт, Кот Сэм — детектив, Мальтийский котёнок, юмор. повести для детей и взрослых, изд-во Иностранка, 2004
- Ф. Б. Керр, Джинн в плену Эхнатона, Джинн в Вавилонском подземелье, Джинн и королева-кобра, Джинн и воины-дьяволы (цикл приключенческих романов «Дети лампы»), изд-во Иностранка, 2006—2008
- Кейт ДиКамилло, Спасибо Уинн-Дикси, Удивительное путешествие кролика Эдварда, Приключения мышонка Десперо, Как слониха упала с неба, Парящий тигр, Флора и Одиссей, Райми Найтингейл — девочка с лампой, Приключения курочки Луизы, цикл Свинка Мила / Свинка Марси Уотсон — детские повести и сказки, цикл Бинк и Голли, Луизиана находит дом, Беверли отправляется в путь, Пророчество о Беатрисе; изд-во Махаон, 2006—2022;
- Ольга Варшавер, Три полтинника. Стихи и переводы, М. 2008
- Джонатан Троппер, Дальше живите сами, роман, издательство «Астрель-Corpus», 2010
- Томи Унгерер, Приключения семейки Хрюллопс, Криктор, Аделаида, Эмиль, Три разбойника, Чур, без поцелуйчиков, детские сказки, издательство Самокат, 2010—2017
- Элизабет Бортон де Тревиньо, Я, Хуан де Пареха, исторический роман для детей и взрослых, издательство «Розовый жираф», 2012
- Белва Плейн, Бессмертник, роман, изд-во Текст, 2012, 2019
- Розмари Уэллс, На Синей комете, детская фантастико-историческая повесть, изд-во «Рипол-КИТ», 2012, изд-во Пешком в историю 2019.
- Гэри Д. Шмидт, Битвы по средам, детская повесть, издательство «Розовый жираф», 2013
- Николь Краусс, Большой дом, роман, издательство Астрель-Corpus, 2013
- Уильям Бойд, Нат Тейт — американский художник, документальная проза, ИЛ 2013, № 4[9]
- Говард Шварц. Золотой Иерусалим. Еврейские предания очарованного города, издательство «Книжники», 2013
- Агата Кристи. Звезда над Вифлеемом. Рождественские истории, издательство «Бослен», 2014
- Уильям Стайг, Доктор Де Сото, издательство «Розовый жираф», 2014, Амос и Борис, 2015, Как Шлёп обиделся, 2016, Говорящая косточка, 2017, Калеб и Кейт, Храбрая Айрин, 2018
- Братья Гримм, Белоснежка, Красавица и Чудовище, изд-во «Молодая мама», 2015
- Льюис Кэрролл Алиса в Стране чудес, перевод Н.Демуровой, сокращ. текст О.Варшавер, изд-во «Молодая мама», 2015
- Мэнди Сатклифф Прыг-скок под бочок, Праздник — в серии «Белль и Бу», изд-во «Молодая мама», 2015
- Ольга Варшавер От четырёх до четырнадцати. Пьесы для детей и подростков, в соавт. с Татьяной Тульчинской, библиотечка «Я вхожу в мир искусств», 2015
- Дж. Мейхью серия Живописные приключения, серия Невероятные приключения, изд-во «Молодая мама», 2015—2016 (пер. вместе с Н.Калошиной)
- Али Бенджамин Доклад о медузах, изд-во «Самокат», 2018
- Роальд Даль Билли и кнопы, изд-во «Самокат», 2019
- Мо Уиллемс, серия Слонни и Свинни, изд-во «Clever», 2019
- Пол Маккартни, Привет, Дедулет! изд-во «Clever», 2019
- Лео Лионни, Хамелеон, Пеццетино, Синенький и Жёлтенький, Фредерик, изд-во «Самокат», 2020